# Ortholithoidia
Ortholithoidia là một chi bướm đêm thuộc họ Geometridae.